# Чемпионат мира по го среди любителей
Чемпионат мира по го среди любителей (англ. The World Amateur Go Championship, WAGC) — международное спортивное соревнование по го среди игроков-любителей (не получивших статус профессионала), проводящееся с 1979 года Международной федерацией го (IGF). Каждая страна-участник выставляет по одному игроку (кроме первых пяти турниров, где от азиатских стран присутствовало сразу несколько мастеров). Контроль времени на соревнованиях составляет 90 минут основного времени c канадским бёёми 10 минут/15 ходов.
До 2009 года (кроме 1987 и 2003 годов) все любительские чемпионаты мира по го проходили в Японии; с 2010 года было принято решение о ротации стран проведения. В 2020 году впервые в истории чемпионат мира должен был состояться в России, но из-за пандемии коронавируса перенесен на 2021 год.
Некоторые из победителей любительского чемпионата мира (Не Вэйпин, Ма Сяочунь, Цао Даюань, Хидэюки Сакаи, Чан Хао и другие) впоследствии получили титулы профессионала по го.

## 41-й чемпионат мира в России
Решение о проведении чемпионата в России было принято на 38-й сессии президиума Международной федерации Го в Гуйяне в 2017 году. Городом проведения чемпионата выбран Владивосток, который превратится в столицу мирового Го в дни чемпионата.
В следующем году Восточный экономический форум во Владивостоке’18 ознаменовался первым спортивным состязанием китайского и российского бизнеса. Именно тогда представители обеих стран встретились за игрой в Го (по-китайски: вэйци). В стратегической сессии, предшествовавшей игре, участвовали президенты крупнейших транснациональных компаний — CNPС, SiNoPec, Сибура, Polymetal, руководители РСПП и Фонда развития Дальнего Востока. Китайцы были удивлены, что русские активно учатся древней игре, по мнению многих жителей Азии, философия этой игры недоступна для понимания европейцев.
На прошедшем в августе 2019 года Китайском конгрессе Го президент Китайской ассоциации вэйци, член Консультативного комитета по военному стратегическому планированию НОАК генерал-майор Линь Цзяньфэн объявил новую эру Го, процитировав высказывание Си Цзиньпина о том, что вэйци — это философия жизни и стратегия Мира, а Китай — мировой лидер в развитии игры.
Россия — единственная страна в Европе, у которой есть свой путь развития Го. На ВЭФ-2019 общественности была представлена не имеющая аналогов цифровая платформа дистанционных соревнований в виртуальной реальности.
Впервые за сорокалетнюю историю чемпионата он пройдет вне азиатских стран; в чемпионате примут участие национальные чемпионы из более чем 70 стран мира.
Россия неслучайно первой из европейских стран получила право провести чемпионат мира. Сборная России по Го сильнейшая в Европе, за последние 10 лет россияне завоевали 95 медалей, регулярно побеждая в главных европейских турнирах. Число любителей Го в России за последние 5 лет увеличилось вдвое, сегодня это одно из самых больших сообществ игроков в Европе. Дальний Восток России — лидер развития Го в стране. Во многих регионах открыты федерации игры Го и проходят массовые турниры.
Чемпионат пройдет на острове Русский, в кампусе Дальневосточного федерального университета. Студенты ДВФУ смогут стать зрителями уникальных для России соревнований.
Впервые в истории чемпионата запланирован открытый фестиваль Го, а во Владивостоке будет организована фан-зона для горожан. И если в чемпионате смогут принять участие лишь избранные — лучшие спортсмены от каждой страны, то в фестивале может принимать участие любой желающий.
Чемпионат мира по Го развивает Дальний Восток России. Организация фан-зоны вовлечёт тысячи жителей Владивостока в программу чемпионата мира, а видео-трансляции в интернете дадут возможность следить за соревнованиями online. Интеллект — главное конкурентное преимущество в современном мире. Популяризация игры Го — это популяризация развития интеллекта и soft skills, без которых Россия не сможет завоевать лидерство в науке, экономике и культуре.
Генеральный спонсор чемпионата мира Polymetal.
Организаторы Чемпионата мира: Международная федерация Го, Российская федерация Го, АНО «Центр развития и популяризации игры Го и стратегии», Дальневосточный федеральный университет. При поддержке администрации Приморского края.
16 марта 2020 Минспорт приняло решение об отмене всех международных и крупных всероссийских турниров до особого распоряжения. 17 марта Российская федерация Го начала вести переговоры с Международной федерацией Го и с другими международными организациями о новых сроках проведения Чемпионата. Позже стало известно, что 41-й Чемпионат мира перенесен на следующий год.

## Обладатели чемпионского титула
|    | Год  | Место проведения                                                            | Чемпион                                                                     | Страна победителя                                                           | Участник от России                                                          | Источники                                                                   |
| -- | ---- | --------------------------------------------------------------------------- | --------------------------------------------------------------------------- | --------------------------------------------------------------------------- | --------------------------------------------------------------------------- | --------------------------------------------------------------------------- |
| 1  | 1979 | Япония, Токио                                                               | Не Вэйпин                                                                   | Китай                                                                       |                                                                             | Результаты                                                                  |
| 2  | 1980 | Япония, Токио                                                               | Фумиаки Имамура                                                             | Япония                                                                      |                                                                             | Результаты                                                                  |
| 3  | 1981 | Япония, Токио                                                               | Шао Чжэньчжун                                                               | Китай                                                                       |                                                                             | Результаты                                                                  |
| 4  | 1982 | Япония, Токио                                                               | Цао Даюань                                                                  | Китай                                                                       |                                                                             | Результаты                                                                  |
| 5  | 1983 | Япония, Осака                                                               | Ма Сяочунь                                                                  | Китай                                                                       |                                                                             | Результаты                                                                  |
| 6  | 1984 | Япония, Токио                                                               | Ван Цюнь                                                                    | Китай                                                                       |                                                                             | Результаты                                                                  |
| 7  | 1985 | Япония, Токио                                                               | Ван Цзяньхун                                                                | Китай                                                                       |                                                                             | Результаты                                                                  |
| 8  | 1986 | Япония, Токио                                                               | Чань Ка Юи                                                                  | Гонконг                                                                     | Иван Детков (СССР, 15 место)                                                | Результаты                                                                  |
| 9  | 1987 | Китай, Пекин                                                                | Фумиаки Имамура                                                             | Япония                                                                      | Виктор Богданов (СССР, 12 место)                                            | Результаты                                                                  |
| 10 | 1988 | Япония, Токио                                                               | Чжан Вэньдун                                                                | Китай                                                                       | Валерий Соловьёв (СССР, 11 место)                                           | Результаты                                                                  |
| 11 | 1989 | Япония, Нагоя                                                               | Чэ Цзэу                                                                     | Китай                                                                       | Алексей Лазарев (СССР, 16 место)                                            | Результаты                                                                  |
| 12 | 1990 | Япония, Хиросима                                                            | Чан Хао                                                                     | Китай                                                                       | Иван Детков (СССР, 10 место)                                                | Результаты                                                                  |
| 13 | 1991 | Япония, Канадзава                                                           | Фумиаки Имамура                                                             | Япония                                                                      | Алексей Лазарев (СССР, 8 место)                                             | Результаты                                                                  |
| 14 | 1992 | Япония, Тиба                                                                | Ясуро Кикути                                                                | Япония                                                                      | Алексей Лазарев (9 место)                                                   | Результаты                                                                  |
| 15 | 1993 | Япония, Фукуока                                                             | Сунь Иго                                                                    | Китай                                                                       |                                                                             | Результаты                                                                  |
| 16 | 1994 | Япония, Киото                                                               | Сатоси Хираока                                                              | Япония                                                                      | Иван Детков (7 место)                                                       | Результаты                                                                  |
| 17 | 1995 | Япония, Токио                                                               | Хиронори Хирата                                                             | Япония                                                                      | Руслан Сайфуллин (Дмитриев) (13 место)                                      | Результаты                                                                  |
| 18 | 1996 | Япония, Омати                                                               | Лю Цзюнь                                                                    | Китай                                                                       | Виктор Богданов (8 место)                                                   | Результаты                                                                  |
| 19 | 1997 | Япония, Саппоро                                                             | Лю Цзюнь                                                                    | Китай                                                                       | Алексей Лазарев (6 место)                                                   | Результаты                                                                  |
| 20 | 1998 | Япония, Токио                                                               | Ким Чхан У                                                                  | Республика Корея                                                            | Алексей Лазарев (12 место)                                                  | Результаты                                                                  |
| 21 | 1999 | Япония, Оита                                                                | Ю Чхэ Сон                                                                   | Республика Корея                                                            | Виктор Богданов (14 место)                                                  | Результаты                                                                  |
| 22 | 2000 | Япония, Сендай                                                              | Хидэюки Сакаи                                                               | Япония                                                                      | Андрей Хмыров (13 место)                                                    | Результаты                                                                  |
| 23 | 2001 | Япония, Хюга                                                                | Ли Дайчунь                                                                  | Китай                                                                       | Алексей Лазарев (5 место)                                                   | Результаты                                                                  |
| 24 | 2002 | Япония, Такаяма                                                             | Фу Ли                                                                       | Китай                                                                       | Алексей Лазарев (18 место)                                                  | Результаты                                                                  |
|    | 2003 |                                                                             | Не проводился из-за эпидемии ТОРС.                                          | Не проводился из-за эпидемии ТОРС.                                          | Не проводился из-за эпидемии ТОРС.                                          | Не проводился из-за эпидемии ТОРС.                                          |
| 25 | 2004 | Япония, Курасики                                                            | Кан Ук Ли                                                                   | Республика Корея                                                            | Дмитрий Сурин (11 место)                                                    | Обзор чемпионата                                                            |
| 26 | 2005 | Япония, Нагоя                                                               | Ху Юйцин                                                                    | Китай                                                                       | Руслан Дмитриев (14 место)                                                  | Результаты                                                                  |
| 27 | 2006 | Япония, Нагасаки                                                            | Сатоси Хираока                                                              | Япония                                                                      | Алексей Лазарев (14 место)                                                  | Обзор чемпионата                                                            |
| 28 | 2007 | Япония, Токио                                                               | Шань Цзытэн                                                                 | Китай                                                                       | Андрей Кульков (10 место)                                                   | Обзор чемпионата                                                            |
| 29 | 2008 | Япония, Токио                                                               | Ха Сон Бон                                                                  | Республика Корея                                                            | Рустам Сахабутдинов (31 место)                                              | Результаты                                                                  |
| 30 | 2009 | Япония, Сидзуока                                                            | Ху Юйцин                                                                    | Китай                                                                       | Дмитрий Сурин (25 место)                                                    | Результаты                                                                  |
| 31 | 2010 | Китай, Ханчжоу                                                              | Хон Сок Сон                                                                 | Республика Корея                                                            | Алексей Лазарев (13 место)                                                  | Обзор чемпионата                                                            |
| 32 | 2011 | Япония, Симанэ                                                              | Баосян Бай                                                                  | Китай                                                                       | Олег Межов (25 место)                                                       | Обзор чемпионата                                                            |
| 33 | 2012 | Китай, Гуанчжоу                                                             | Цяо Чжицзянь                                                                | Китай                                                                       | Игорь Попов (20 место)                                                      | Обзор чемпионата                                                            |
| 34 | 2013 | Япония, Сендай                                                              | Хён Чэ Чхве                                                                 | Республика Корея                                                            | Илья Шикшин (4 место)                                                       | Обзор чемпионата                                                            |
| 35 | 2014 | Республика Корея, Кёнджу                                                    | И Тень Чань                                                                 | Китайский Тайбэй                                                            | Дмитрий Сурин (7 место)                                                     | Обзор чемпионата                                                            |
| 36 | 2015 | Таиланд, Бангкок                                                            | Чангхун Ким                                                                 | Республика Корея                                                            | Тимур Санкин                                                                | Обзор чемпионата                                                            |
| 37 | 2016 | Китай, Уси                                                                  | Баосян Бай                                                                  | Китай                                                                       | Дмитрий Сурин (11 место)                                                    | Результаты чемпионата                                                       |
| 38 | 2017 | Китай, Гуйян                                                                | Баосян Бай                                                                  | Китай                                                                       | Дмитрий Сурин (9 место)                                                     | Результаты чемпионата                                                       |
| 39 | 2018 | Япония, Токио                                                               | И Тень Чань                                                                 | Китайский Тайбэй                                                            | Дмитрий Сурин (12 место)                                                    | Результаты чемпионата                                                       |
| 40 | 2019 | Япония, Симанэ                                                              | Чэнь Ван                                                                    | Китай                                                                       | Тимур Санкин (23 место)                                                     | Обзор чемпионата                                                            |
| 41 | 2020 | Не проводился из-за пандемии COVID-19. Чемпионат перенесен на следующий год | Не проводился из-за пандемии COVID-19. Чемпионат перенесен на следующий год | Не проводился из-за пандемии COVID-19. Чемпионат перенесен на следующий год | Не проводился из-за пандемии COVID-19. Чемпионат перенесен на следующий год | Не проводился из-за пандемии COVID-19. Чемпионат перенесен на следующий год |
| 41 | 2021 | Россия, Владивосток / онлайн                                                | Ма Тяньфан                                                                  | Китай                                                                       | Вячеслав Каймин (10 место)                                                  | Результаты                                                                  |
| 42 | 2022 | Онлайн                                                                      | Баосян Бай                                                                  | Китай                                                                       |                                                                             |                                                                             |
| 43 | 2023 | Китай, Шэньчжэнь                                                            | Ким Чон Сен                                                                 | Республика Корея                                                            |                                                                             |                                                                             |
| 44 | 2024 | Япония, Токио                                                               | Баосян Бай                                                                  | Китай                                                                       |                                                                             | Результаты                                                                  |
| 45 | 2025 | Канада, Ричмонд                                                             | Ма Тяньфан                                                                  | Китай                                                                       |                                                                             | Результаты                                                                  |